# 下沙街道
下沙街道，中华人民共和国浙江省杭州市钱塘区所辖街道，位于钱塘江北岸。总面积85.9平方千米，总人口18.6万人。下沙乡历史上一直归余杭县管辖，1996年下沙乡由余杭市划归江干区管辖。1998年10月15日，下沙乡改为下沙镇。2004年，改为下沙街道。2021年4月，江干区撤销，下沙街道被划入新设的钱塘区。

## 辖区
下沙街道现辖：
- 社区(12)：智格社区、高沙社区、头格社区、七格社区、中沙社区、上沙社区、下沙社区、元成社区、东方社区、新元社区、松合社区、湾南社区、新沙社区、铭和社区、军区农场、乔司农场。